# Vores mødre, vores fædre
Vores mødre, vores fædre (tysk originaltitel: Unsere Mütter, unsere Väter) er en tysk miniserie fra 2013 produceret for ZDF, der handler om fem unge tyskeres oplevelser under 2. verdenskrig.